# Introdução e Rondo Caprichoso
Introdução e Rondo Caprichoso em Lá Menor (em francês: Introduction et Rondo capriccioso en la mineur), Op. 28, é uma composição para violino e orquestra escrita por Camille Saint-Saëns em 1863.

## História
O compositor francês Camille Saint-Saëns escreveu em 1863 um solo para o violinista espanhol Pablo de Sarasate, quem ele muito admirava, originalmente chamada de Introdução e Rondo Caprichoso para Violino e Orquestra em Lá Menor. Esta originalmente tinha a intenção de ser o grande final para o Primeiro Concerto para Violino de Saint-Saëns. A primeira performance ocorreu apenas em 1867, com Sarasate no violino e o compositor regendo a orquestra. Saint-Saëns, dois anos depois, pediu para seu colega Georges Bizet criar uma redução da orquestra como alternativa para ser tocada por um violino e piano.